# Sase kolostor
Sase kolostor (szerbül: Манастир Сасе, romanizálva: Manastir Sase)  szerb ortodox kolostor Sase bányászfaluban, a Srebrenica és Bratunac közötti dombokon, Bosznia-Hercegovina északkeleti részén.

## Története

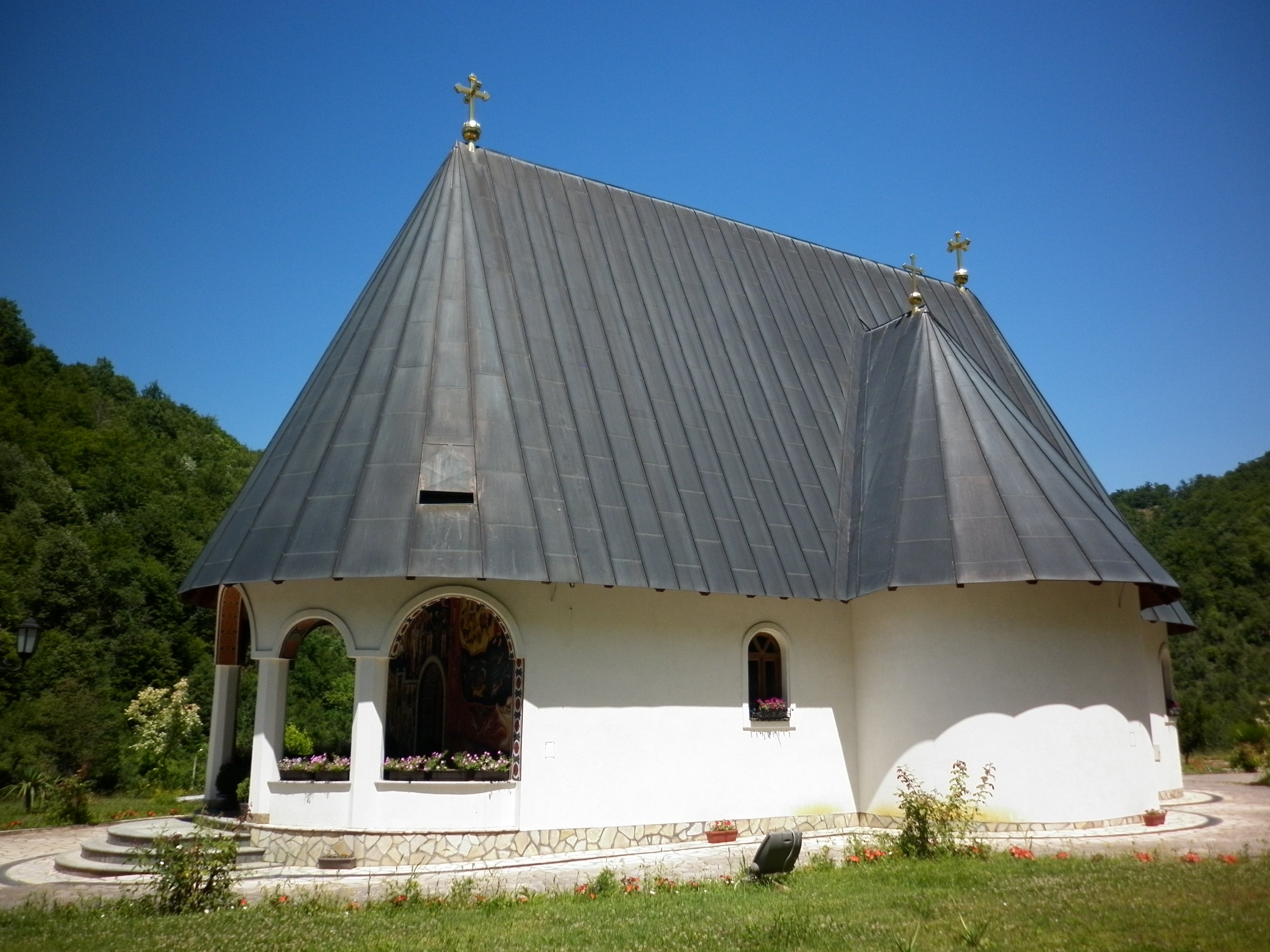
A kolostor temploma

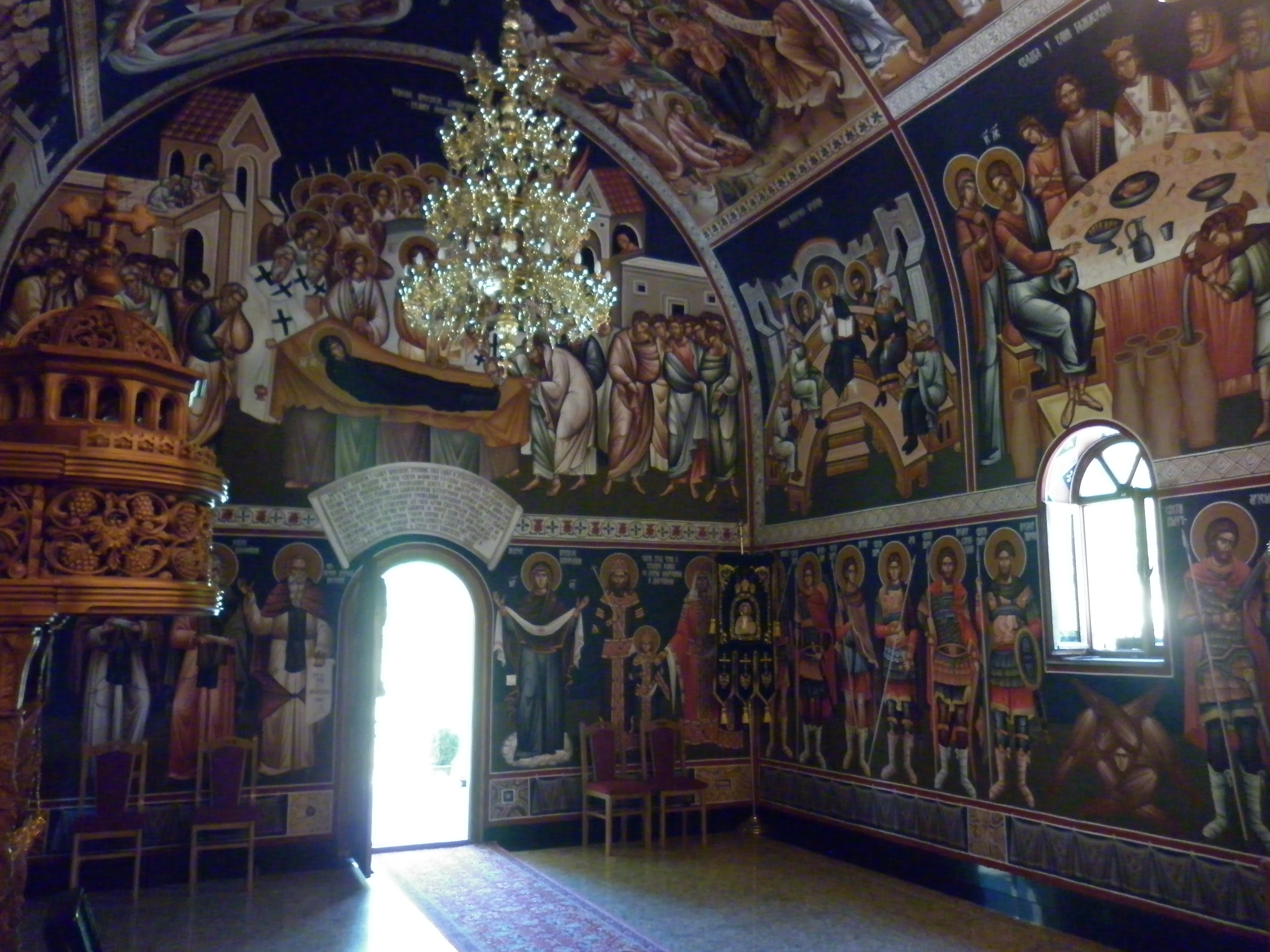
Belső színes freskók

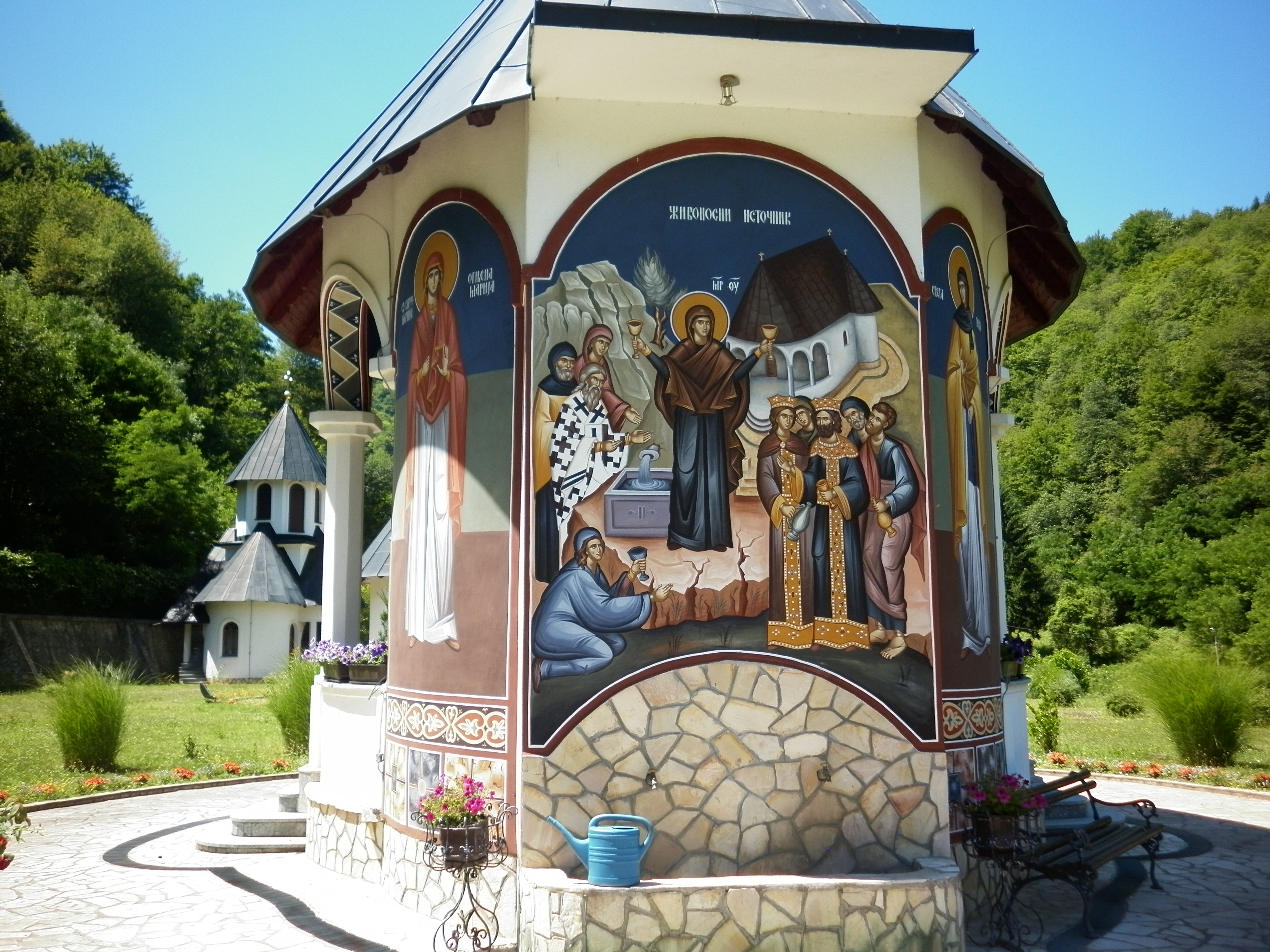
A díszes szökőkút

A kolostor területén két épület maradványai kerültek elő: a nagy termák és egy központi épület, amely már 220-ban létezett, és a 4. századig használták. A kolostor egy olyan területen található, amely a római korban gazdag ezüst- , ólom- és cinklelőhelyeiről volt ismert. Az 1240-es években szász bányászok érkeztek ezekre a területekre. A mongolok elől menekülve a szászok Szerbiába érkeztek, és új fémfeldolgozási eljárásokat hoztak magukkal.
A kolostort 1242-ben építtette I. István Uroš szerb király (1243–1276), Hilandar metókiója (birtoka) volt. Az Oszmán Birodalom hódításainak időszakában Boszniában a bányák és a bányásztelepülések üresen álltak, és ezzel együtt a Sase kolostora is. Az egykori kolostortemplom alapja közel 400 évig földrétegek alatt rejtőzött.
A templom alapját és falait 1850-ben tárták fel és újították fel. A kolostor későbbi felújítása 1989-ben kezdődött, amikor felújították a kolostor épületét, és fennállásának 750. évfordulója alkalmából új réztetőt szereltek fel. A boszniai háború kezdete lehetetlenné tette a kolostor 1991-re tervezett felszentelését. Az 1992-es háborúban a kápolna megsérült, az újonnan épült része pedig megsemmisült.
A háború után Vaszilij zvorniki és tuzlai püspök erőfeszítései révén újjáéledt a szerzetesi élet. A régi kolostorkápolnát lebontották, és 2003-ban újat építettek.
A kolostor jelenlegi főpüspöke Nikolaj a Dabar és Bosznia Metropolitához tartozik.

## Építészet
Az újjáépített kolostor a kápolnából, a mosdókútból és a rezidenciából áll. A kápolna belső tereit hagyományos stílusú freskók díszítik, amelyek a szentek életét ábrázolják. Aranyozott ikonosztáz védi az oltárt. A kolostor udvarán a közelben feltárt római kori sírkő látható.

## Fordítás
- Ez a szócikk részben vagy egészben  a   Sase Monastery című angol Wikipédia-szócikk ezen változatának fordításán alapul.  Az eredeti cikk szerkesztőit annak laptörténete sorolja fel. Ez a jelzés csupán a megfogalmazás eredetét és a szerzői jogokat jelzi, nem szolgál a cikkben szereplő információk forrásmegjelöléseként.